# Кокорево (Торопецкий район)
Кокорево — исчезнувшая деревня в Торопецком районе Тверской области. Располагалась на территории Василёвского сельского поселения.

## География
Деревня была расположена в пределах Валдайской возвышенности в юго-восточной части района, на левом берегу реки Березня, примерно в 9 километрах к северо-востоку от районного центра Торопец (в XIX веке — в 10 верстах от уездного города). Ближайшим населённым пунктом являлась деревня Селище.

## История

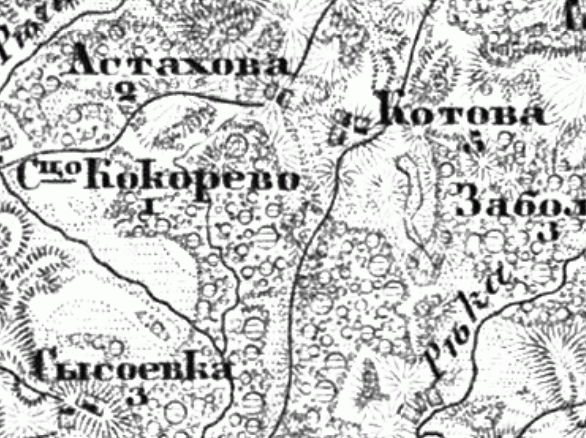
Сельцо Кокорево на топографической карте 19 века.

Сельцо Кокорево впервые упоминается на топографической карте Фёдора Шуберта, изданной в 1871 году. Имело 1 двор.
В списке населённых мест Псковской губернии за 1885 год значится усадьба Кокорево (Артемовское). Входила в состав Туровской волости Торопецкого уезда. Имела 5 дворов и 18 жителей.
На карте РККА 1923—1941 годов обозначена деревня Кокорево. Имела 8 дворов.